# Appelbeignet

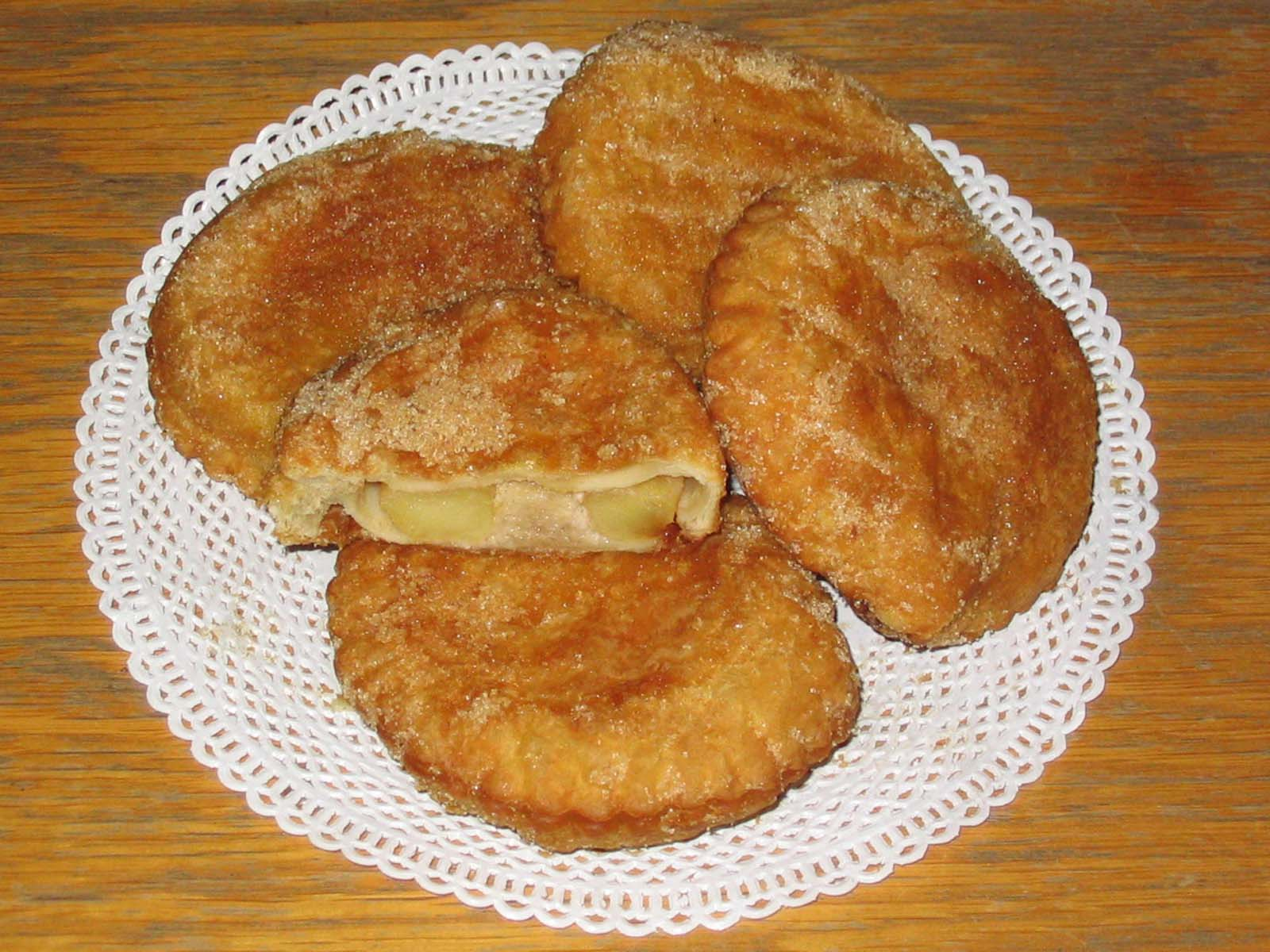
Appelbeignets, gemaakt met korstdeeg en suiker

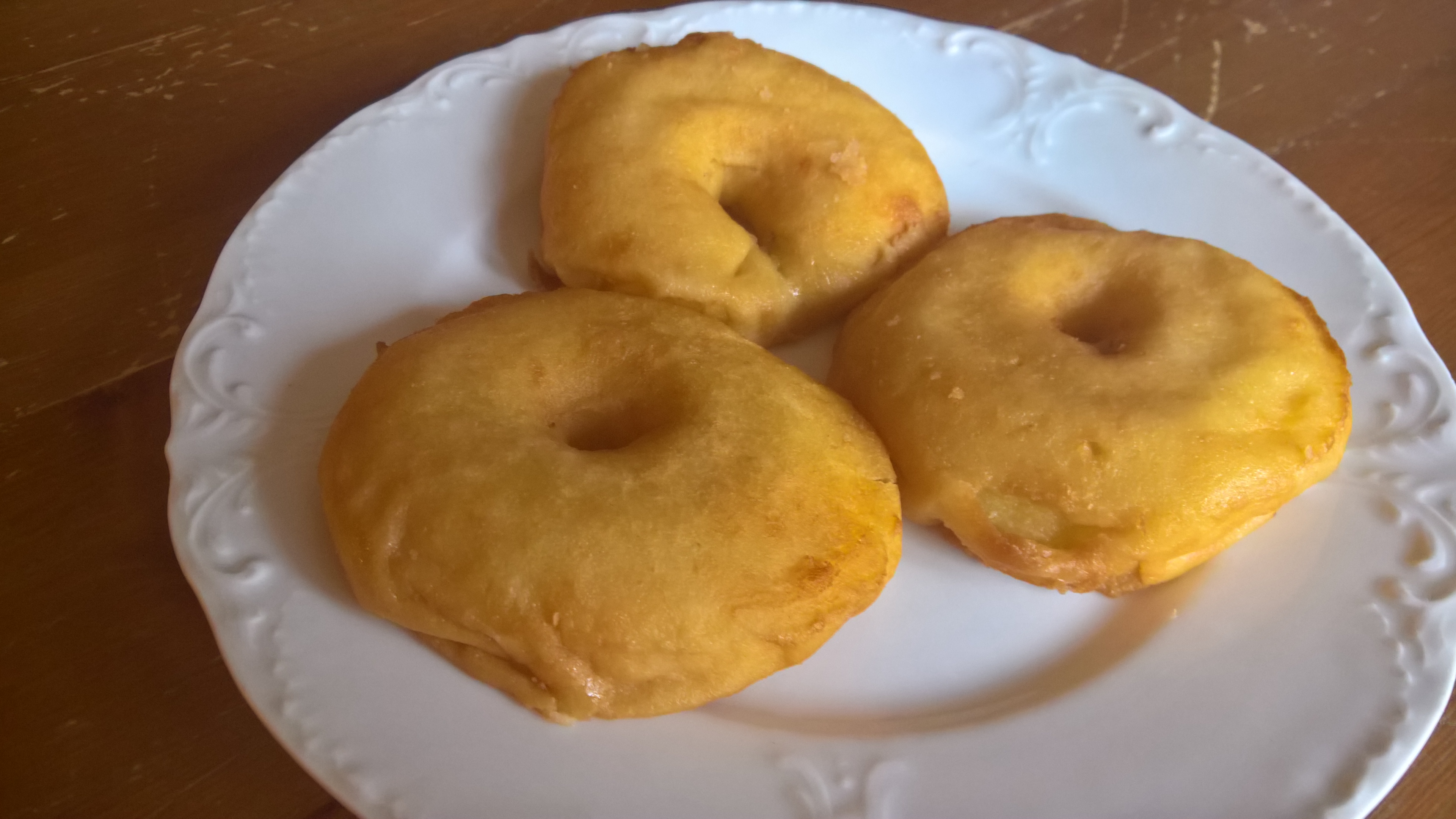
Appelbeignets met gat en zonder suiker

Een appelbeignet (spreek uit als appelbenjee) of appelflap (in Utrecht, Noord- en Oost-Nederland) is een gefrituurd gerecht. Ze worden traditioneel, net als oliebollen, gegeten op Oudejaarsavond in Nederland.
Schijven appel worden in beignetbeslag gedoopt en vervolgens gefrituurd. De schijf appel kan gevuld zijn met amandelspijs. Vaak is er in het midden van de appelbeignet een gat. Oliebollenkramen leveren onder de naam appelbeignet vaak een rond gerecht op basis van appelstukjes in blader- of korstdeeg met een laagje suiker. 
Een appelbeignet verschilt van een appelflap. De eerste is gemaakt met beignetbeslag, de tweede met bladerdeeg.

## Afbeeldingen

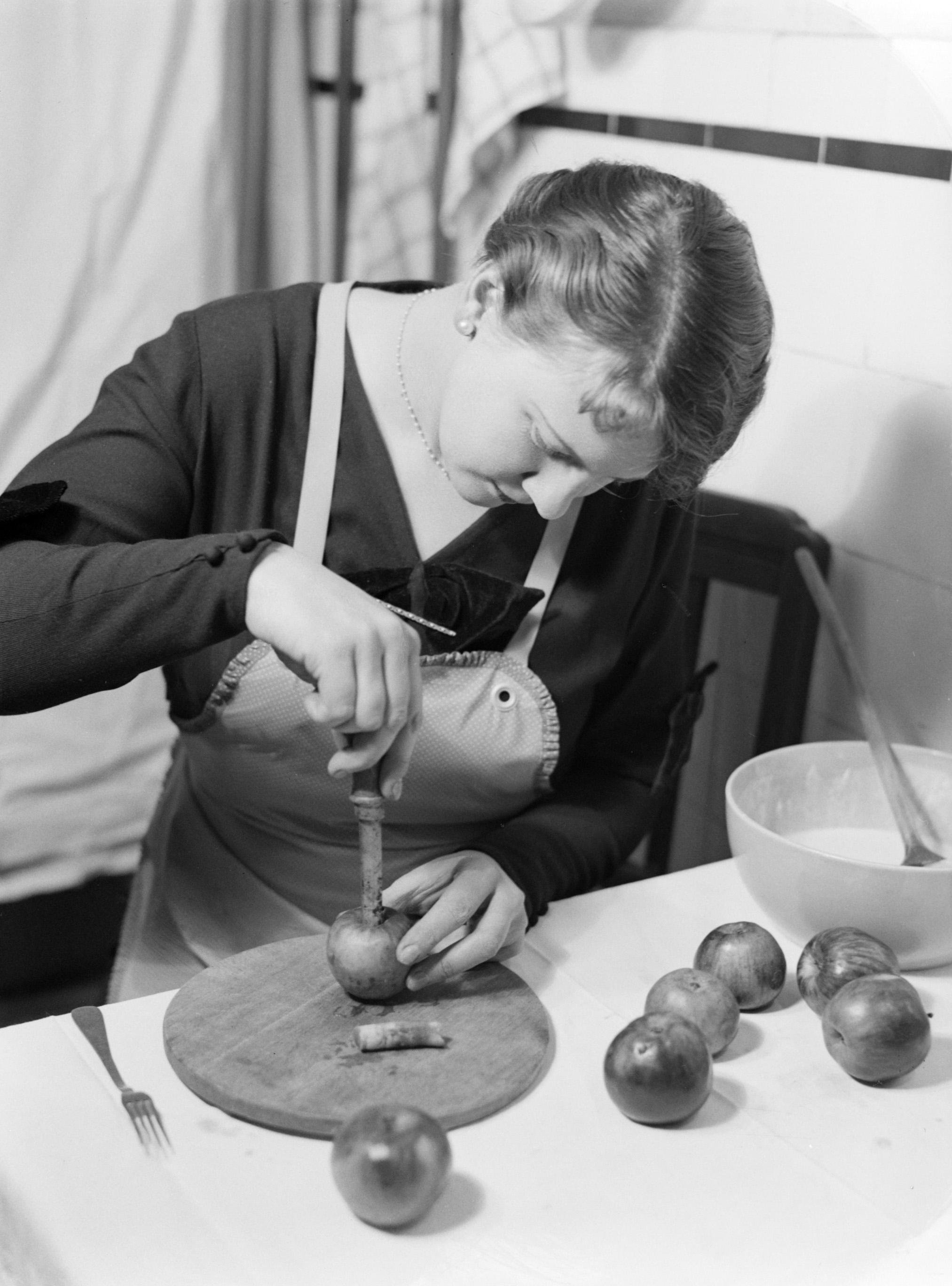
Klokhuis uitboren
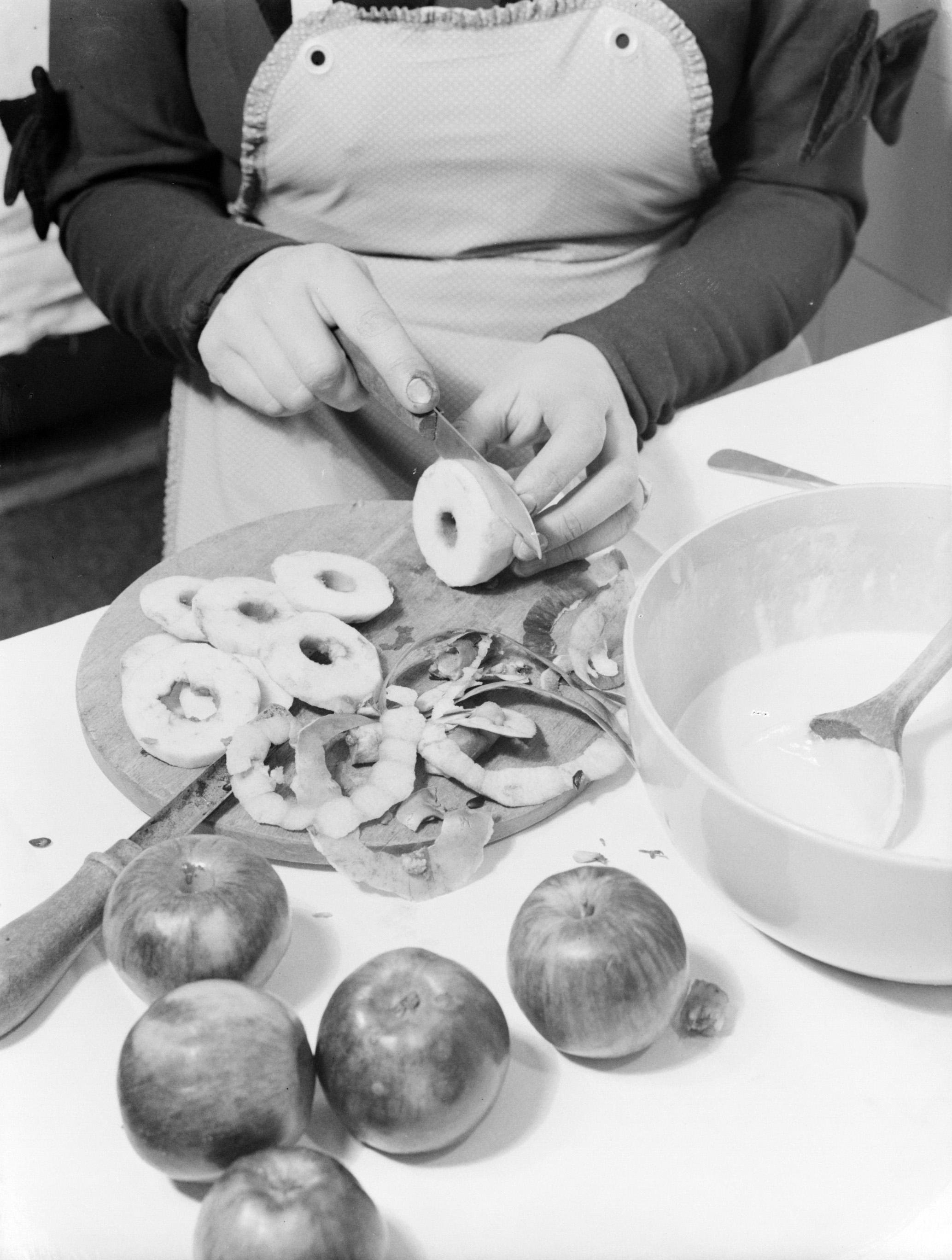
Schillen en in schijven snijden
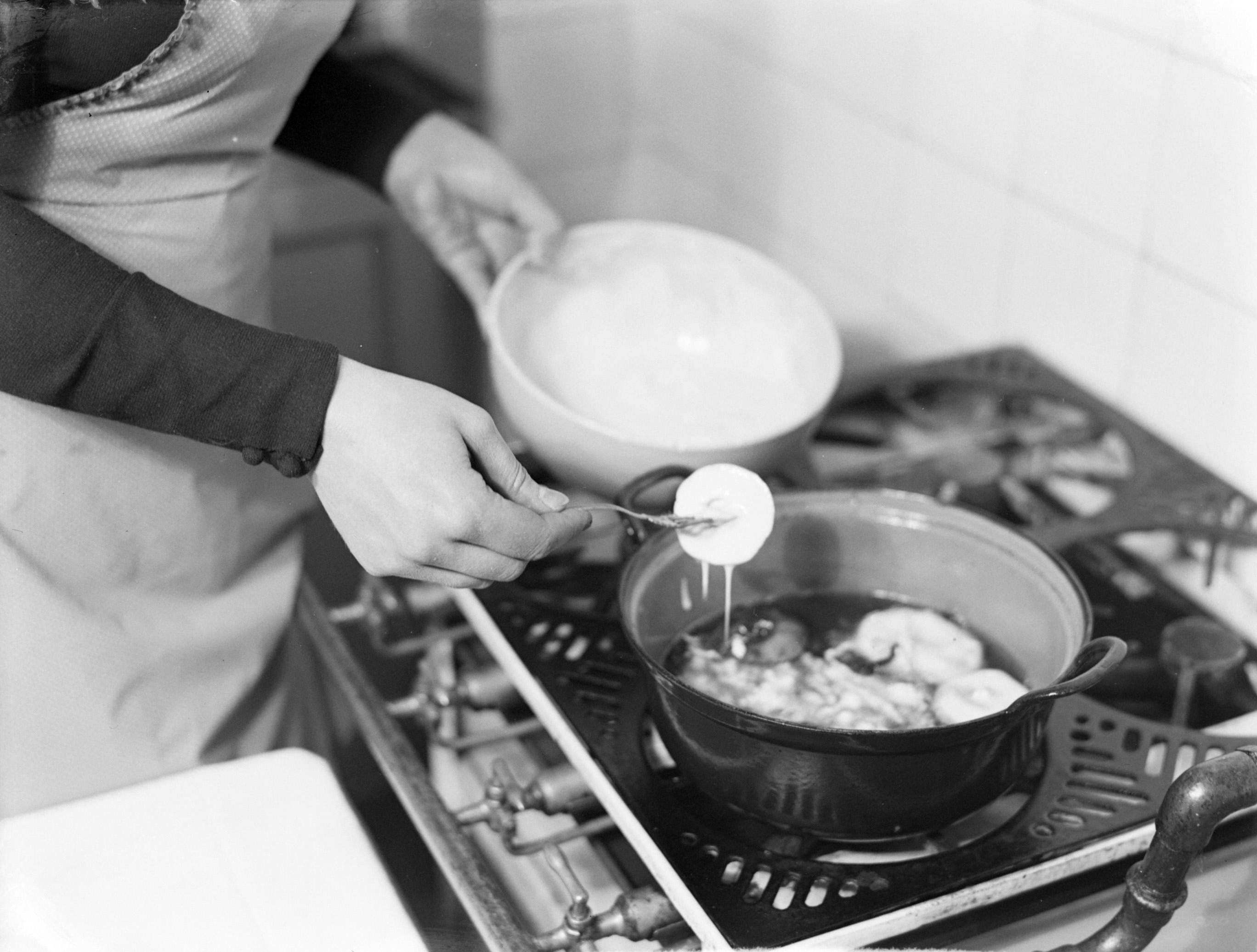
Door beslag halen en in hete olie bakken
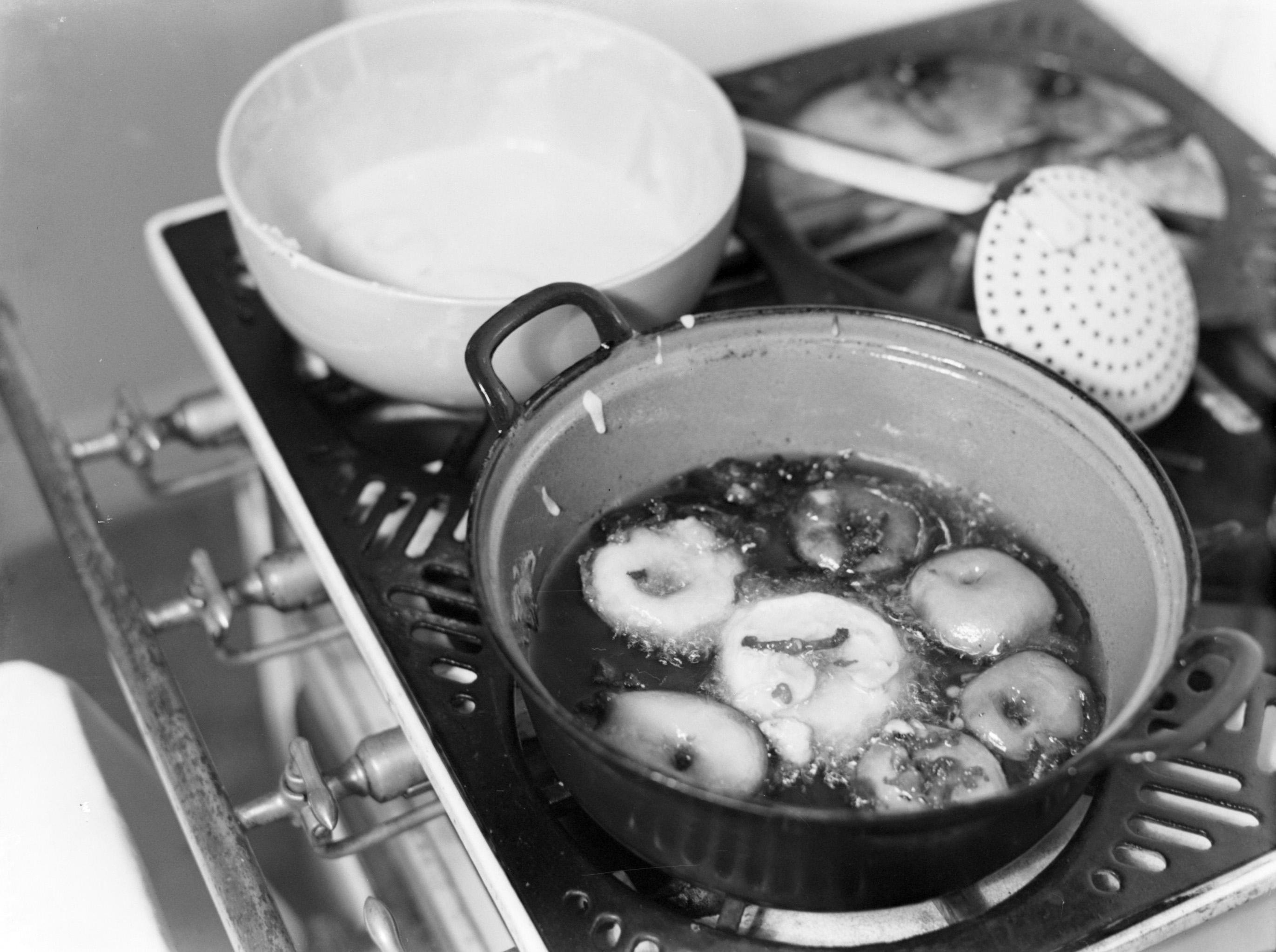
tot ze lichtbruin zijn
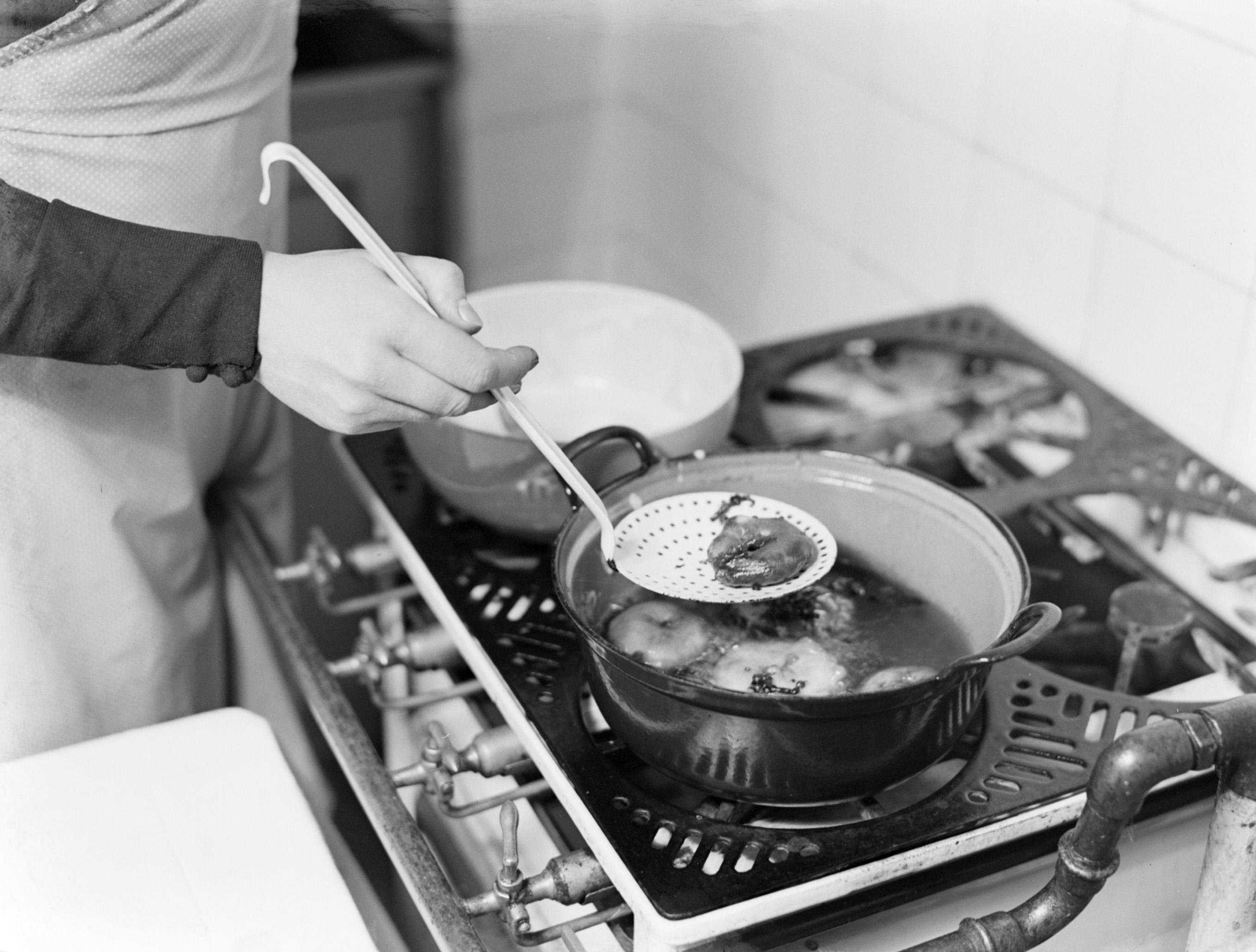
Dan uit de pan halen
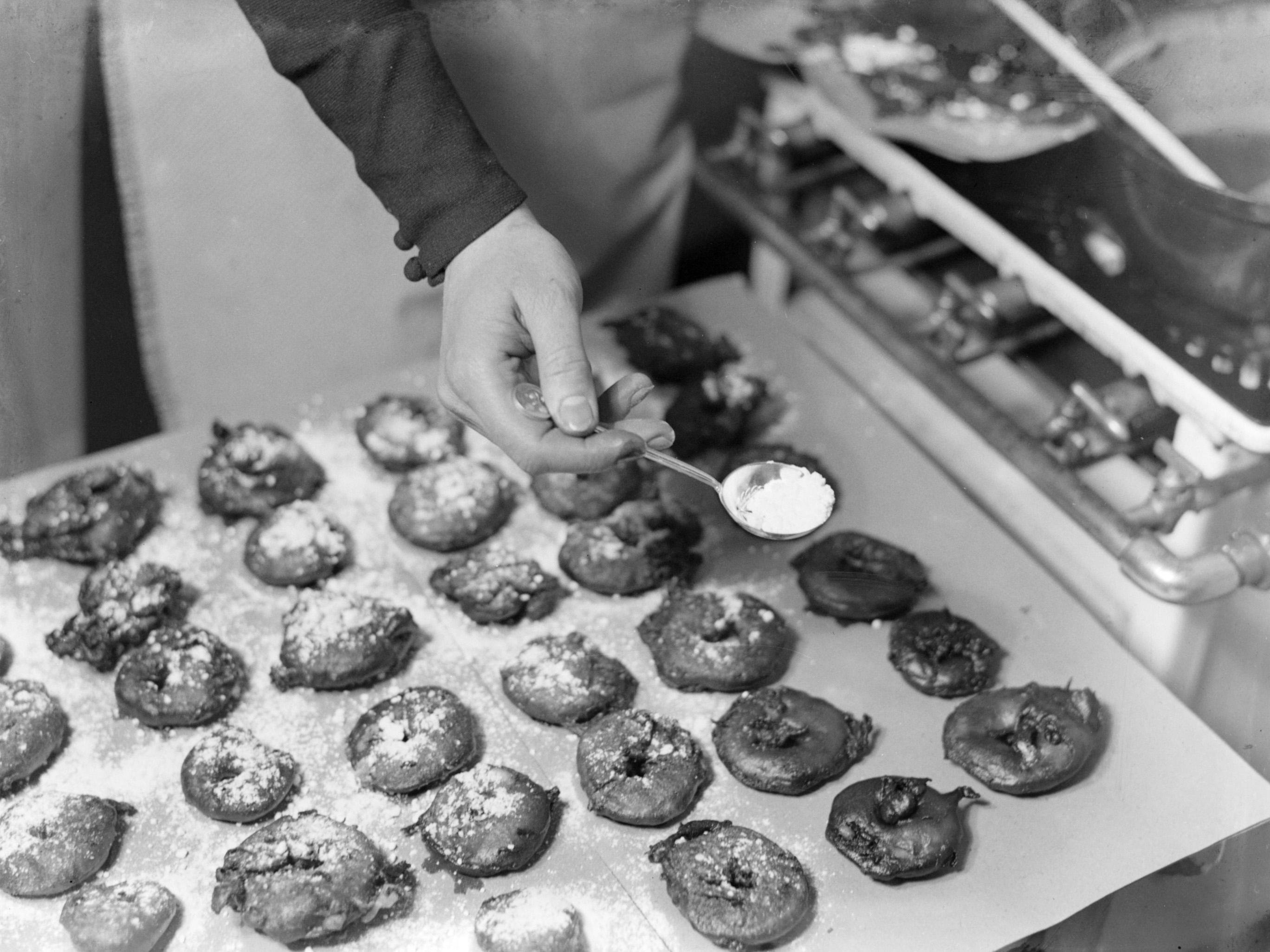
en met poedersuiker bestrooien

Buiten Noord- en Oost-Nederland wordt de naam appelflap gebruikt voor een heel ander appelgerecht .